# Паусанија (путописац)
Паусанија (стгрч. Παυσανίας Pausanías, 2. вијек) је био грчки путописац и географ, који је живео у вријеме царева Хадријана, Антонина Пија и Марка Аурелија, познат по дјелу Опис Грчке (стгрч. Ἑλλάδος περιήγησις) у коме је у 10 књига детаљно приказао све најважније локалитете и знаменитости Грчке под римском влашћу у вријеме Пет добрих царева. Прије путовања по Грчкој је обишао Малу Азију, Сирију, Палестину, Египат и Италију. Његова књига је у античко доба била сасвим заборављена, а у средњем вијеку ријетко цитирана; тек је у каснијим вијековима постала изузетно драгоцјени извор историчарима, како за опис Грчке под римском влашћу, тако и за довођење разних археолошких артефаката и грађевина из античког периода у њихов историјски контекст.